# (4305) Clapton
(4305) Clapton es un asteroide perteneciente al cinturón de asteroides, descubierto el 7 de marzo de 1976 por el equipo del Observatorio del Harvard College desde la Estación George R. Agassiz, Estados Unidos.

## Designación y nombre
Designado provisionalmente como 1976 EC. Fue nombrado Clapton en honor al guitarrista, cantante y compositor británico Eric Clapton.